# Kościół ewangelicki w Istebnej
Kościół ewangelicki w Istebnej – kościół ewangelicko-augsburski w Istebnej, w województwie śląskim w Polsce. Należy do parafii ewangelicko-augsburskiej w Istebnej.

## Historia
Mieszkańcy Istebnej zadeklarowali pomoc przy budowie Kościoła Jezusowego w Cieszynie. Tam uczęszczali na nabożeństwa, jednak wysoki stopień analfabetyzmu i znaczne oddalenie miejscowości od świątyni skutkowało małym przywiązaniem ludności do wiary i uczestnictwa w życiu kościelnym.
W 1785 r. postanowiono o przyłączeniu mieszkańców Istebnej, Jaworzynki i Koniakowa do nowo powstałego zboru w Nawsiu, gdzie w 1791 r. przystąpiono do budowy drewnianego kościoła, zastąpionego w 1820 r. murowaną świątynią. Zborownicy z Trójwsi należeli do najpilniejszych parafian.
Kiedy Śląsk Cieszyński został przedzielony granicą w 1920 r., członkowie zboru, którzy pozostali po polskiej stronie otrzymali przepustki graniczne, jednak nie było to dla nich sytuacją komfortową. Podczas poświęcenia cmentarza w Koniakowie w 1924 r. przez ks. Karola Krzywonia, proboszcza zboru w Nawsiu, zrodził się pomysł budowy nowego kościoła. Zawiązano komitet budowy, a ziemię pod świątynię ofiarował Jakub Śliwka z Istebnej. Autorem planu budowy został architekt Tadeusz Michejda.
Uroczyste poświęcenie kamienia węgielnego miało miejsce 7 sierpnia 1927 r. przez biskupa Juliusza Burschego przy udziale osiemnastu księży i 6000 wiernych. Fundusze na budowę kościoła pochodziły ze składek parafian, członków okolicznych zborów w Polsce i Czechosłowacji oraz partnerów zewnętrznych. Poświęcenie kościoła przez biskupa Juliusza Burschego odbyło się 3 sierpnia 1930 r.
1 października 1932 r. Istebna stała się filiałem parafii ewangelicko-augsburskiej w Wiśle, a nabożeństwa odbywały się co dwa tygodnie. 6 marca 1939 r. na mocy głosowania członkowie zboru zdecydowali o powrocie pod administrację parafii w Nawsiu, co formalnie uczyniono 1 maja 1939 r.
Podczas II wojny światowej w wieżę kościoła uderzył pocisk. Dzwony zarekwirowano na cele wojskowe.
Po wojnie zarząd nad zborem wrócił do parafii w Wiśle. Wieżę naprawiono w 1945 r. Rok później zelektryfikowano świątynię i zakupiono nowe organy, a w 1949 r. zainstalowano nowy ołtarz z obrazem Jezusa podczas modlitwy w Getsemani autorstwa Czesława Kuryatto z Wisły. Na wieży założono nowe dzwony.
W 1967 r. powołano samodzielną parafię w Istebnej.
Dom parafialny znajdujący się przy kościele został wybudowany w 1984 r.
Nabożeństwa w kościele odbywają się w każdą niedzielę i święta, a w okresie adwentu i pasyjnym prowadzone są także nabożeństwa tygodniowe.